# Dubai (emirat)
Emirat Dubai (arapski: رة دبي) je jedan od sedam emirata u federaciji Ujedinjeni Arapski Emirati na jugoistoku Perzijskog zaljeva, nazvan po njegovoj prijestolnici Dubaiju.

## Geografija
Emirat Dubai je drugi po broju stanovnika (2,054.000) i drugi po veličini područja u federaciji (3900 km²). Otprilike ima pravokutni oblik, i obalu dužine od oko 72 km duž Perzijskog zaljeva. Glavni grad emirata je Dubai, najveći grad Ujedinjenih Arapskih Emirata, u kojem živi oko 9/10 stanovnika emirata.
Emirat Dubai s juga i zapada graniči s Emiratom Abu Dabijem, a s istoka i sjeveroistoka s Emiratom Šardžom. Pored glavnog ozemlja uz Perzijski zaljev, emiratu pripada i mala enklava Hata pored omanske granice, udaljena 40 km od emirata.
Osim glavnog grada, veća naselja su navedena Hata (10.598), lučki grad Džabal-Ali (31.634) udaljen 35 km od prijestolnice, te predgrađa kao što su Avir, Lusaili, Maha i Faka. 

## Povijest
Jezgra današnjeg emirata je naselje Dubai poznato od 1799. godine. Još 1820. lokalni šeici tadašnjeg Dubaija, koji je tada bio bitno manji, potpisali su s Britancima sporazum o miru i suradnji, iako je sve do 1833. formalno taj kraj bio pod vlašću Emirata Abu Dabi. Godine 1833. jedna grupa ribara i lovaca na biserne školjke predvođena porodicom al-Falasi (potomci današnje vladarske dinastije al-Maktum) napustila je zbog svađa i rivalstva Abu Dabi, i bez otpora preuzela vlast u Dubaiju. Od tada je Emirat Dubai postao (mjereno lokalnim standardima) moćna država, koja je bila često u sukobu sa svojim bivšim vladarima.
Zaljevski pirati vezani uz šeike al-Kasimi iz Šardže pokušali su preuzeti kontrolu nad Dubaijem, ali su se njegovi šeici uspjeli othrvati tim nasrtajima i sačuvati svoju nezavisnost, lukavo huškajući susjede jedne protiv drugih. Ipak su i oni zajedno s ostalim susjednim emiratima bili primorani potpisati s Britanijom ugovor o slobodnoj plovidbi 1835. godine, a zatim i trajni ugovor o pomorstvu 1853. što je sve vodilo do potpisivanja ugovora o suradnji iz 1892. kojim je Britanija stekla kontrolu nad zaljevskim emiratima, a oni postali njezini protektorati.
Kad su se Britanci 1971. konačno povukli iz Perzijskog zaljeva, Emirat Dubai je postao jedan od najistaknutijih osnivača Ujedinjenih Arapskih Emirata.
Šeici Dubaija su za razliku od većine svojih susjeda poticali trgovinu, tako da je početkom 20. st. a grad Dubai izrastao u važnu luku u koju su se naselili brojni strani trgovci (većinom Indijci), tako da je ona do 1930-ih postala poznata po izvozu bisera. Današnji grad Dubai je nešto potpuno drugo, prije svega on je velika trgovačka metropola i izlog zapadnjačke robe.
Većina banaka i osiguravajućih društava iz Ujedinjenih Arapskih Emirata ima sjedište u Dubaiju. Nakon devalvacije zaljevskog rupija 1966. Emirat Dubai se pridružio Kataru u projektu osnivanja nove monete rijal, ali se 1973. priklonio ostalim emiratima u osnivanju nove nacionalne valute dirhama. Emirat ima potpuno liberaliziranu trgovinu zlatom, pa se preko njega odvija znatan šverc zlatnih poluga u Indiju, u kojoj je trgovina zlatom puno restriktivnija.
Sreća je zadesila Dubai 1966. kad je otkriveno naftno polje Fateh. Ono je udaljeno oko 120 km istočno od grada u moru. Već do 1970-ih na toj lokaciji izgrađena su tri 20-katna podmorska tanka, svaki kapaciteta od 500.000 barela. Njih zbog oblika, koji liče na izokrenutu šampanjsku čašu zovu Tri piramide Dubaija.

### Popis vladara Dubaija
Emiratom vladaju šeici iz dinastije al-Maktum.
- kraj 18. st. – 1833.: Ubaid
- 1833. – 1852.: Maktum I
- 1852. – 1859.: Said I
- 1859. – 1886.: Hašer
- 1886. – 1894.: Rašid I
- 1894. – 1906.: Maktum II
- 1906. – 1912.: Buti
- 1912. – 1929.: Said II (prvi put)
- 1929.: Mani
- 1929. – 1958.: Said II (drugi put)
- 1958. – 1990.: Rašid II
- 1990. – 2006.: Maktum III
- 2006. – danas: Muhamed[3]

## Gospodarstvo i transport
Procijenjene rezerve nafte Emirata Dubai su manje od 1/10 susjednog Abu Dabija, ali to nije smetalo Dubaiju da se pored prihoda prodaje nafte u kombinaciji s trgovinom razvije u vrlo prosperitetnu državu. Dubai je gradio i brojne industrijske pogone, između ostalog veliku talionicu aluminija, povezanu s pogonom za frakcioniranje prirodnog plina, izgrađene krajem 1970-ih. Od kraja 1980-ih proizvodnja aluminija se drastično povećala nakon dogradnje topioničkih pogona.
‎
Današnji Emirat Dubai je koncentriran na planove razvoja turizma, transporta i industrije, koji bi u budućnosti trebali nadoknaditi prihode od nafte, koja će presahnuti. S tom svrhom je još 1972. izgrađena nova duboka luka Rašid (imenovana po emiru), kojoj je naknadno 1979. dograđen i suhi vez za supertankere. U nastojanju da potakne ulaganja u industriju, još početkom 1980-ih luka i industrijski centar Džabal-Ali proglašeni su bescarinskom zonom, a taj potez je bio toliko uspješan da su brojne internacionalne kompanije privučene tim otvorile svoja predstavništva u toj zoni. Danas nadzor nad radom i daljnjim ulaganjima u luku i bescarinsku zonu vodi Uprava luke Dubai, osnovana početkom 1990-ih upravo s tom svrhom.
Emirat je izgradio veliku međunarodnu zračnu luku koja je vremenom postala česta međustanica za letove prema Dalekom Istoku, a uz to Dubai je bio i inicijator osnivanja Emiratesa, nacionalnog avioprijevoznika Ujedinjenih Arapskih Emirata koji je osnovan sredinom 1990-ih. U rujnu 2009. puštena je u rad prva linija metroa, kao prva u zaljevskoj regiji.

## Vanjske poveznice
- Službene stranice Emirata Dubai  Arhivirana inačica izvorne stranice od 7. rujna 2014. (Wayback Machine)
- Dubai na portalu Encyclopædia Britannica